# Ivan Mercina
Ivan Mercina, slovenski učitelj in glasbenik, * 29. junij 1851, Goče, † 27. julij 1940, Gorica.

## Življenje in delo
Končal je učiteljišče v Gorici (1874) in bil imenovan za vodjo in učitelja na novoustanovljeni pripravnici za učiteljišče v Proseku. Po dveh letih je napravil državni izpit za učitelja na ljudskih in meščanskih šolah s slovenskim in nemškim jezikom in bil imenovan za učitelja v Materiji. Leta 1879 se je vrnil v Gorico in postal učitelj na državni šoli za dečke, tu je ostal do upokojitve leta 1917.
Mercina je bil od leta 1880 član izpraševalne komisije za ljudske šole in kot glasbenik tudi za otroške vrtce. Verjetno je v okolju in za potrebe otrok začel pisati enoglasne pesmice, ki jih je 1893 izdala Družba svetega Cirila in Metoda z naslovom Igre in pesmi za otroška zabavišča in ljudske šole. Od 126 enoglasnih napevov je v tej zbirki 89 Mercinovih pesmi. Nad 30 let je poučeval petje v goriškem semenišču. Na realki je učil petje 1886, nato pa je prevzel pouk petja in klavirja na ženskem učiteljišču, tu je nekaj časa učil tudi slovenščino, nemščino, zgodovino in zemljepis. Leta 1880 je prevzel vodenje mešanega pevskega zbora goriške čitalnice in ga vodil 25 let, ter poleg mešanega ustanovil še ženski in moški pevski zbor. Mercina se je v mladosti zanimal tudi za zvonove. Kot deček in dijak je zvonil in pritrkoval. Po 1. svetovni vojni je pričel nastopati kot zvonoslovec, ko je svaril pred nabavo jeklenih zvonov (bronaste so med vojno pobrali in jih uporabili za izdelavo orožja). O zvonovih je pisal članke v goriško Stražo, Cerkvenega glasbenika in Zbornik svečenikov Sv.Pavla. Nadškof Frančišek Borgia Sedej ga je imenoval za uradnega pregledovalca zvonov goriške nadškofije. Za slovensko zvonoslovje je pomembnih več Mercinovih knjig.